# Васиков, Ринат Флурович
Ринат Флурович Васиков (13 сентября 1971, Башкирская АССР) — российский футболист, выступавший на позиции полузащитника. Сыграл один матч в высшей лиге России.

## Биография
В начале карьеры выступал на любительском уровне за команды из Верхней Салды (Свердловская область). В 24-летнем возрасте дебютировал в профессиональных соревнованиях в составе качканарского «Горняка», игравшего в третьей лиге. В первой половине 1996 года выступал за «Уралец» из Нижнего Тагила.
Летом 1996 года перешёл в «Уралмаш». Дебютный матч за команду сыграл 22 июня 1996 года в рамках Кубка Интертото против мальтийского «Хибернианс», выйдя на замену на 89-й минуте вместо Игоря Ханкеева. Всего в этом турнире сыграл три матча. Свой единственный матч в высшей лиге сыграл 17 июля 1996 года против «Ротора», выйдя на замену в перерыве вместо Мирослава Ромащенко. По окончании сезона-1996 покинул команду.
С лета 1997 года выступал за «Амкар». С этой командой в 1998 году стал победителем зонального турнира второго дивизиона, но на более высоком уровне не закрепился, и сыграв три матча в первом дивизионе, покинул команду. В конце карьеры выступал за «КАМАЗ», челябинский «Зенит» и несколько раз возвращался в «Уралец». В составе нижнетагильского клуба в общей сложности сыграл 109 матчей в первенствах страны и забил 9 голов. Завершил профессиональную карьеру в возрасте 32 лет.
В 2004 году стал чемпионом Свердловской области в составе нижнетагильской «Фортуны», причём забил победный гол в решающем матче против «Маяка-БАЗ». В дальнейшем выступал в любительских соревнованиях по футболу и мини-футболу за «Титан» из Верхней Салды. В 2009 году был признан лучшим игроком всероссийского отраслевого турнира «Кубок Профавиа».
По состоянию на 2017 год работает детским тренером в Верхней Салде, тренирует команду 2008 г.р. Принимает участие в матчах ветеранов.

## Личная жизнь
Женат, есть сын Тимофей.